# Deodoro (Río de Janeiro)
Deodoro es un barrio carioca de 10 842 habitantes, situado en la región administrativa XXXIII —Realengo— de la subprefectura de la Zona Oeste del municipio y ciudad de Río de Janeiro, en el estado de Río de Janeiro, Brasil.
Limita con los barrios de Vila Militar, Campo de Afonsos, Marechal Hermes, Guadalupe y Ricardo de Albuquerque.